# Geneviève Laloz
Geneviève Laloz, née le 15 octobre 1898 à Charleville et morte le 2 juin 1986 à Clamart, est une athlète française et footballeuse internationale.

## Biographie

### Famille
Geneviève Maria Laloz est la fille de Auguste Joseph Laloz, ajusteur, et de Virginie Laure Vallée.

### Carrière sportive
Geneviève Laloz commence l'athlétisme avec sa sœur jumelle Thérèse.
Championne de France 1920 du saut en longueur et championne de France 1924, 1926 et  1927 du 80 mètres haies, elle remporte aux Jeux mondiaux féminins de 1922 à Paris la médaille de bronze sur 100 yards haies et aux Jeux mondiaux féminins de 1926 à Göteborg la médaille d'argent au relais 4×110 yards.
En août 1922, elle arrive 3e du 83 m haies derrière sa sœur à la réunion internationale de Bruxelles.
Également joueuse de football à l'En Avant, elle fait partie de l'Équipe de France féminine de football.

### Vie privée
En 1928, Geneviève Laloz épouse à Boulogne René Louis Gustave Jacques.